# Wark on Tweed Castle
Wark on Tweed Castle är en slottsruin i Storbritannien. Det ligger i grevskapet Northumberland i England, nära gränsen till Skottland. 
Slottet byggdes år 1136 och ödelades 1549.
Wark on Tweed Castle ligger 34 meter över havet.
Runt Wark on Tweed Castle är det ganska glesbefolkat, med 23 invånare per kvadratkilometer. Närmaste större samhälle är Kelso, 10,7 km sydväst om Wark on Tweed Castle. Trakten runt Wark on Tweed Castle består i huvudsak av gräsmarker.
Kustklimat råder i trakten. Årsmedeltemperaturen i trakten är 6 °C. Den varmaste månaden är juli, då medeltemperaturen är 13 °C, och den kallaste är februari, med 0 °C.